# بوبليليوس سيروس
بوبيلوس سيروس (بالإنجليزية: Publilius Syrus)‏ عاش بين (46 قبل الميلاد - 29 قبل الميلاد) كان كاتب لاتيني لمواعظ وعبر. تعود أصوله إلى سوريا حيث أحضر كعبد إلى إيطاليا، ولكن بذكائه وفطنته حصل على عفو من سيده فأطلقه سراحه وعلمه.
اشتهرت عباراته في مدن إيطاليا وفي الألعاب التي أطلقها قيصر عام 46، حيث حصل من قيصر نفسه على جائزة بعد تغلبه على منافسيه بما فيهم ديسيموس ليباريوس.

## روابط خارجية
- بوبليليوس سيروس على موقع الموسوعة البريطانية (الإنجليزية)